# Liste des festivals de metal par pays

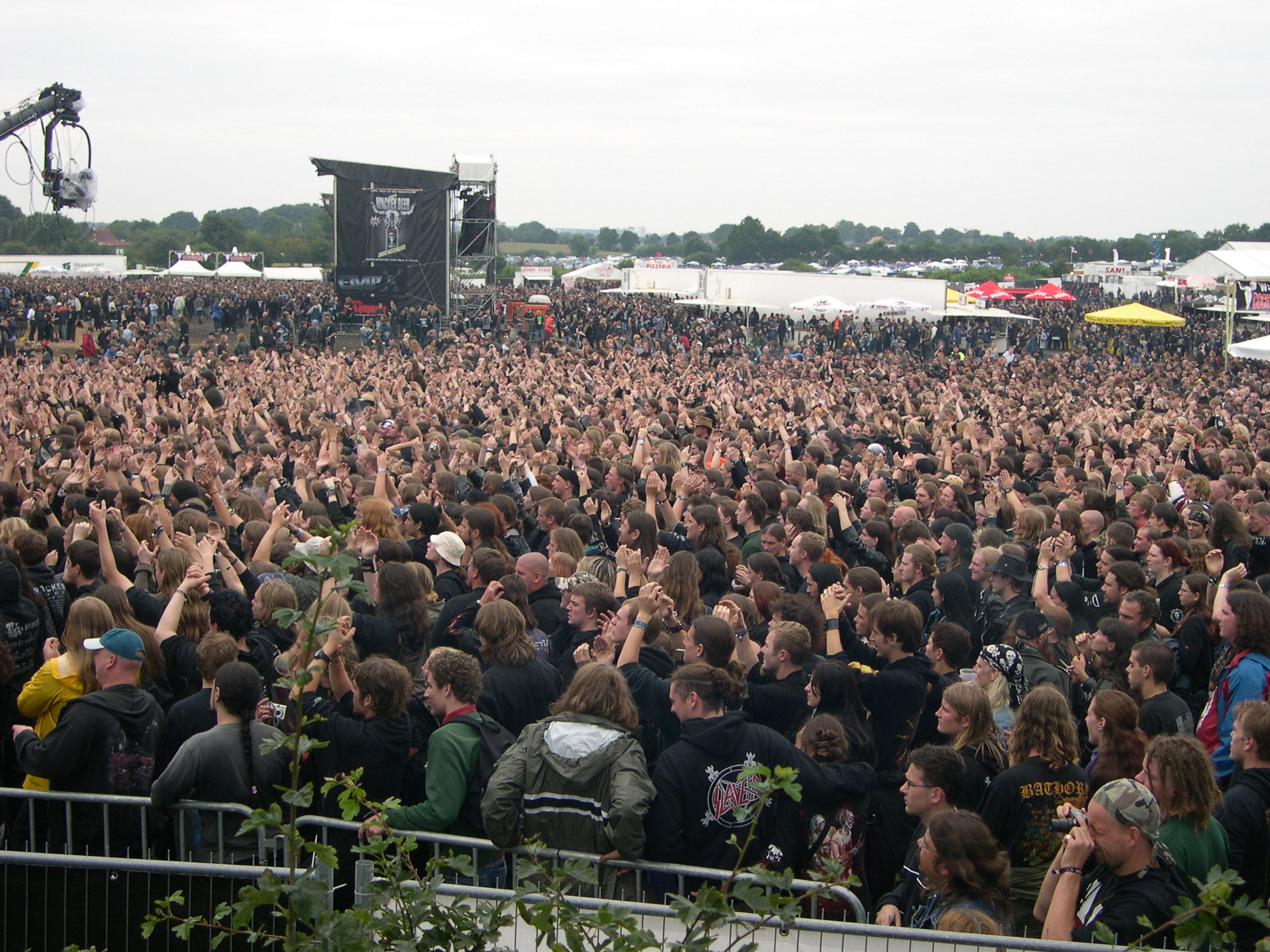
Le Wacken Open Air, l'un des plus grands festivals de metal au monde.

Cet article présente la liste des festivals de metal (festivals uniquement ou partiellement consacrés au heavy metal) classés par pays.

## Pays

### Allemagne
- Bang Your Head !!! (Balingen)[1]

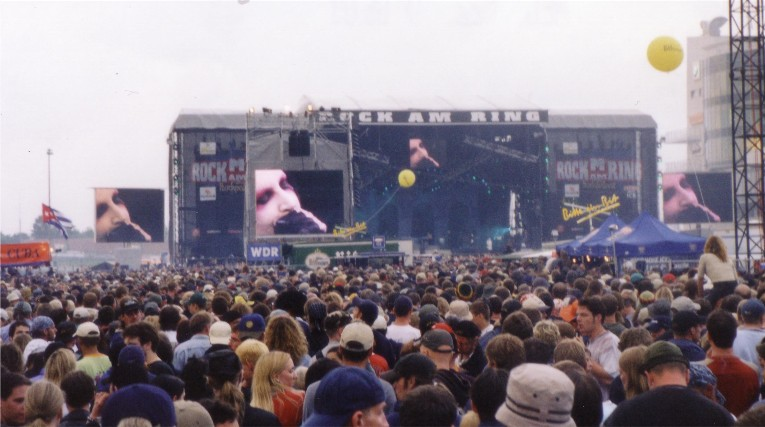
Marilyn Manson à Rock am Ring.

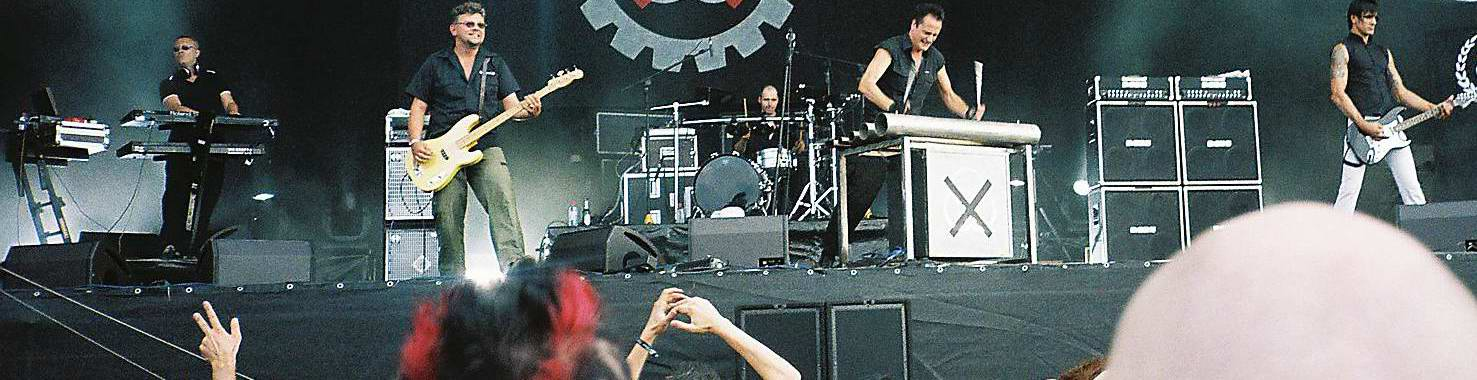
Die Krupps au M'era Luna Festival 2006.

- Castle Rock Festival (Mülheim an der Ruhr)
- Chronical Moshers Open Air (Reichenbach)
- Dong Open Air (Neukirchen-Vluyn)
- Doom Shall Rise (Göppingen)
- Earthshaker Fest (Kreuth, Geiselwind, Rieden)
- Fuck the Commerce (Neiden)
- Headbangers Open Air
- Hellflame Festival - The South Side of Hell (Lichtenfels)
- Hellflame Festival (Osnabrück)
- Hellraiser Open Air (Hellraiser)
- Keep It True
- M'era Luna Festival (Hildesheim)
- Party.San (Erfurt)
- Queens of Metal (Kleinwenkheim (de))
- Ragnarök Festival (en) (Lichtenfels)
- Rhön Rock Open Air (Hünfeld)
- Rock am Ring (Nürburgring)
- Rock Hard Festival (Gelsenkirchen)
- Rock of ages (de) (Seebronn)
- Rock the Nation (de) (Oberhausen)
- Rockharz Open Air (Dorste)
- Summer Breeze Open Air (Dinkelsbühl)
- Tomahawk Festival (Osnabrück)
- Up from the Ground (Gemünden am Main)
- Wacken Open Air (Wacken)[2]
- Wacken Winter nigths (Wacken)
- Walpurgis Metal Days (Passau)
- Winternoise Festival (en) (Georgsmarienhütte)
- With Full Force (Löbnitz)

### Argentine
- Metal Rock Festival

### Australie
- Big Day Out[3]
- Metal for the Brain (Canberra)
- Overcranked (en) (Brisbane)[4]
- Soundwave

### Autriche
- Kaltenbach Open Air[5]
- Metalfest (en) (Mamling)
- Nova Rock Festival (Nickelsdorf)

### Belgique
- Alcatraz Metal Festival (Courtrai)
- Antwerp Metal Fest (Anvers)
- Bioustock (Bioul)
- Durbuy Rock Festival (Durbuy)
- Golden Rock Festival (Liège)
- Graspop Metal Meeting (Dessel)[6]
- Heavy Sound Festival (nl) (Bruges)
- Ieperfest (en) (Ypres)
- Iron Fist Festival (Liège)
- Kraken Metal Rock Fest (Ittre-Virginal)
- La Guerre Des Gaules (Chênée)
- Mass Deathtruction (Louvain-la-Neuve)
- Memento Mori Fest (Charleroi)
- Metal Female Voices Fest (Wieze)
- Metal Mean Festival (Havelange)
- Night Fest Metal (Arlon)
- Oug'Rock Festival (Seraing)
- Pestpop (Wieze)
- Power Prog & Metal Fest (Mons)
- Rise Of Trolls (Liège)
- Rock Werchter et TW Classic (Werchter)
- Schwung Festival (nl) (Roulers)
- Throne Fest (Kuurne)[7]

### Brésil
- Rock in Rio (Rio de Janeiro)

### Bulgarie
- Sonisphere (Sofia)

### Canada
- Heavy MTL (Montréal)
- Heavy T.O. (en) (Toronto)
- Messe des Morts (Montréal)
- Montebello Rock (Montebello)
- Quebec Deathfest (Montréal)
- Trois-Rivières Deathfest (Trois-Rivières)

### Danemark
- Copenhell (en) (Copenhague)
- Roskilde (Roskilde)
- Metalstone (Copenhague)

### Émirats arabes unis
- Dubaï Desert Rock Festival

### Espagne
- Atarfe Vega Rock (Atarfe)
- Metalway Festival (Guernica)
- Resurrection Fest (Viveiro)
- Rock Machina (Moncofa)
- Viña Rock

### Estonie
- Hard Rock Laager (Vana-Vigala (en))

### États-Unis
- 70 000 Tons of Metal
- Alehorn of Power (Chicago)
- Big Four of Thrash
- Chicago powerfest
- Facedown Fest (en) (Pomona)
- GothStock
- Jägermeister Music Tour (en)
- Maryland Deathfest (Baltimore)
- New England Metal and Hardcore Festival (Worcester)
- Saints and sinners festival (New Jersey)
- Seattle Metal Fest (Seattle)
- The Summer Slaughter Tour (en)
- US Festival (en)

### Finlande
- Ankkarock (Vantaa)
- Finnish Metal Expo (Helsinki)

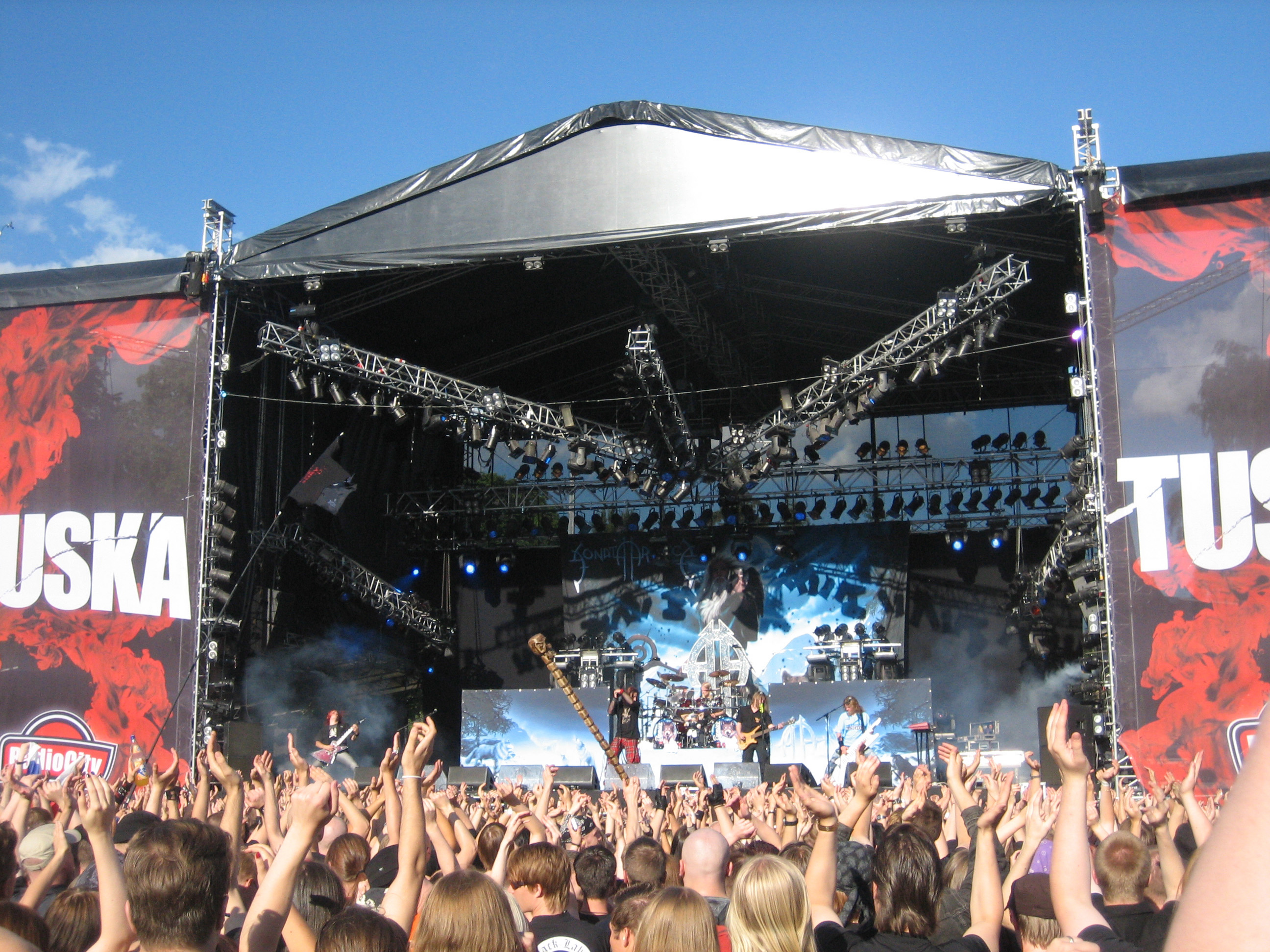
Sonata Arctica à Tuska en 2006.

- Jalometalli Metal Music Festival (Oulu)
- Jalometalli Winterfest (Oulu)
- Sauna Open Air Metal Festival (Tampere)
- Steelfest Open Air (Hyvinkää)
- Tuska Open Air Metal Festival (Helsinki)

### France
- 666 (Cercoux)
- Angry Fest (Pamiers)
- Arverne Metal Fest (Gerzat)
- Barbeuk Metal Fest (Champtoceaux)
- Betizfest (Cambrai)
- Bidache metal (Bidache)
- Black Metal is Rising (Paris)
- Black Pearl Metal Fest (Laigneville)
- Bockson Festival (Valentigney)
- Breaking Sound Festival (Le Bourget)[8]
- Call of Darkness (Saméon)
- Cernunnos Pagan Fest (Paris)
- Chaulnes Metal Fest (Chaulnes)[9]
- Collectifest' (Harnes)
- Courts of Chaos (Plozévet)
- Damage Festival (Paris)
- Delirium Fest (Châlons-en-Champagne)
- Doom over the World Fest (Paris)
- Download Festival (Paris/Brétigny-sur-Orge)
- Drakkfest (Rouen)
- Du Metal à la Campagne (Rexpoëde)
- Fall of Summer (Torcy)
- Festival des Artefacts (Strasbourg)
- Festival des Arts Bourrins (La Neuville-Chant-d'Oisel)
- Festival des Gueules de Bois (Légna)
- Festival Hard Français (Brétigny-sur-Orge)
- France Festival (Choisy-le-Roi)
- Festival GrafZeppelin (Lessay)
- Full Metal Contest (Les Menuires)
- Furios Fest (Saint-Flour)
- Furyfest (Le Mans)
- Hard Rock Session (Colmar)[10]
- Hellfest (Clisson)
- Hell'Oween Festival (Saintes)
- Just'N'Fest (Saint-Just (Hérault))
- Lezard'Os Metal Fest (Matignicourt/Saint-Dizier)
- M Fest (La Ville-aux-Dames (Tours))[11]
- Mametz’vy Metal (Mametz)
- Mennecy Metalfest (Mennecy)
- Metal at Valleroy (Valleroy)
- Met'Farm (Distroff)
- Metal Hunting Open Air (Hunting)
- Metal’Oc (Bois-de-la-Pierre)
- Metal Ride Fest (Nancy)
- Metal Therapy Festival (Amnéville)
- Metalagrifest (Saint-Vincent-de-Mercuze)
- Montaurock Festival (Montauroux)
- Motocultor Festival (Carhaix)
- MozHell Open Air (Sarreguemines)
- Muscadeath (Vallet)
- Nantes Metal Fest (Nantes)
- New Blood Fest (Culoz)
- Panic Fest (Saint-Félix)
- Paris Extreme Festival (Paris)
- Paris France Festival (Paris)
- Paris Metal France Festival (Paris)
- Pop corn festival (Le Russey)
- Plane'R Fest (Montcul)
- PYHC Fest (Pont-sur-Yonne)
- Pyrenean Warriors Open Air (Torreilles)
- Radio Saintonge (Courcoury)
- Raismes Fest (Raismes)
- Rising Fest (Dijon)
- Rock in Bourlon (Bourlon)
- Rock Metal Camp Fest (Saint-Hilaire-les-Places)
- Rock Your Brain Fest (Sélestat)
- Sequane Fest (Montbéliard)
- Sonisphere (Amnéville)
- Sun festival (Bayonne)
- Sunrise festival (Mulhouse)
- Sylak Open Air (Saint-Maurice-de-Gourdans)
- Teilia Prog Fest (Le Teil)
- Toulouse Metal Fest (Toulouse)
- Triel open air (Triel-sur-Seine)
- TyrantFest (Métaphone, Oignies)
- Warm Up Festival (Vernouillet)
- Westill (Vallet)
- Xtrem Fest (Albi / Carmaux)
- Xtrem Rakan Fest (Nîmes)

### Hongrie

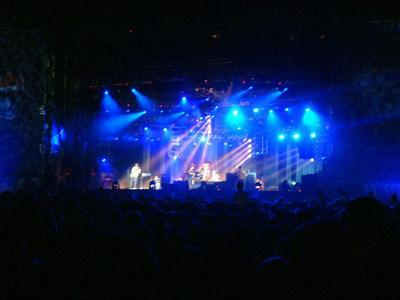
Le Sziget festival à Budapest.

- Sziget Festival (Budapest)
- Rockmaraton (Pécs)

### Irlande
- Day of Darkness
- Download Festival Ireland

### Italie
- Agglutination Metal Festival (Potenza)
- Evolution Festival
- Flame fest (Bologne)
- Gods of Metal (Milan)
- Heineken Jammin' Festival (it) (Imola)

### Maroc
- Casa Gateways Festival (Casablanca)
- Festival du Boulevard des jeunes musiciens (Casablanca)
- Hellkech (Marrakech)

### Mexique
- Monterrey Metal Fest (es) (Monterrey)

### Norvège
- Beyond the Gates (en) (Bergen)
- Hole in the Sky (no) (Bergen)
- Hovefestivalen (Tromøy)
- Inferno Metal Festival (Oslo)
- Kvinesdal Rock Festival (Kvinesdal)
- Tons of Rock (no) (Halden, puis Oslo)

### Nouvelle-Zélande
- Westfest[12] (Auckland)

### Pays-Bas
- Aardschok (nl) (Eindhoven)
- Arrow Rock (Lichtenvoorde)
- Dynamo Open Air
- Eindhoven Metal Meeting
- Fields of Rock (Nimègue)
- Headway Festival (Amstelveen)
- Metal Meltdown (Rijssen)
- Netherlands Deathfest (Tilbourg)
- Neurotic Deathfest (Tilbourg)
- Roadburn Festival (Tilbourg)
- Speedfest (Eindhoven)
- Wâldrock (Burgum)

### Portugal
- Grândola Metal (Grândola)
- Festival Ilha do Ermal (Vieira do Minho)
- Super Bock Super Rock (Lisbonne)
- SWR Barroselas Metalfest
- Vagos Open Air (pt) (Vagos)

### Pologne

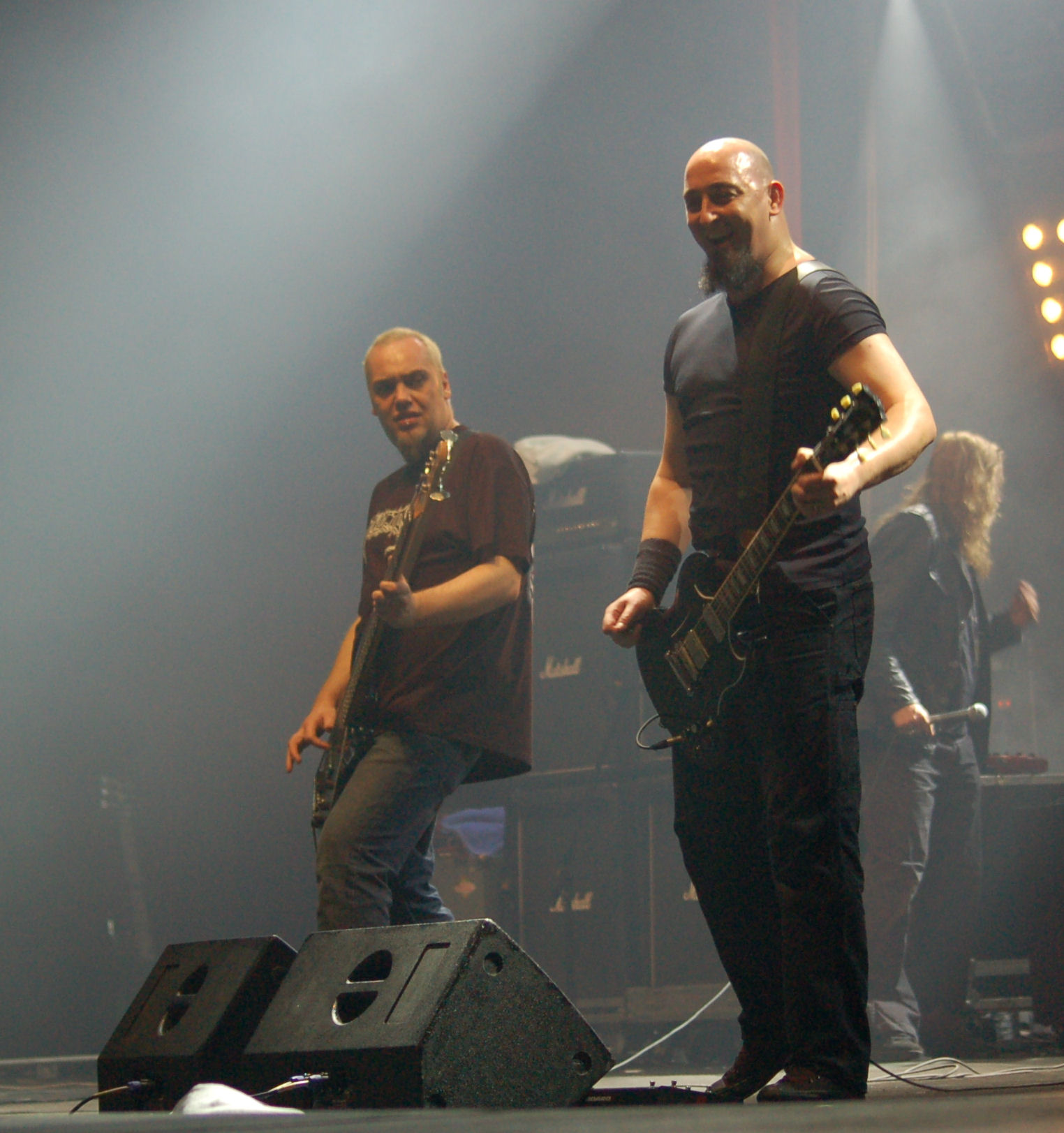
Paradise Lost au Metalmania 2007.

- Metalmania (Katowice)

### République tchèque
- Brutal Assault (Jaroměř)
- Masters of Rock (en) (Vizovice)
- Obscene Extreme Festival (Trutnov)

### Royaume-Uni
- Bloodstock (Derbyshire)
- Bloodstock Open Air (Walton-upon-Trent)
- British steel (Milton Keynes)
- Damnation Festival (Manchester)
- Download Festival (Donington Park)
- Heavy Metal Holocaust
- Reading festival
- Rock’n’blues (Derbyshire)

### Slovénie
- MetalDays (Tolmin)

### Suède
- Gates of Metal (sv) (Hultsfred)
- Hultsfred Festival (en) (Hultsfred)
- Metaltown Festival (Göteborg)
- Sabaton open air (sv) (Falun)
- Sweden rock (Sölvesborg)

### Suisse
- 6 Hours of Symphonia
- Abyss Festival (Hauteville), (Fribourg)
- Earshakerday (Halle Saint-Jacques, Bâle)
- Elements of Rock (Uster)
- Exploriffs Festival (Genève)
- Greenfield (Interlaken)
- Hard'Entremont
- Inhumanus (Sion)
- Long'I'Rock Music'Open-Air (Longirod)
- Meh Suff! Metal-Festival (Hüttikon)
- Metal Assault Festival (Lausanne)
- Metaldayz/Metalfest (Pratteln)
- Mountains Of Death (Muotathal)
- Rock Altitude Festival (Le Locle)
- Rock The Lakes (Cudrefin)
- Summerside festival (Grange)
- Symphony Metalfest
- Toxoplasmose (Festival) (Saint-Imier)

### Turquie
- Adapazarı Rock Festival
- Anki Rock Fest
- Barışarock
- Eskişehir Rock Festival
- H2000 Music Festival
- Rock Republic
- Rock Station Festival
- Rock The Nations
- Rock'n Coke
- RockIstanbul
- Unirock Open Air Festival (en)
- Zephyr Rock Fest
- Zeytinli Rock Festivali (tr)

### Ukraine
- Carpathian Alliance Metal Festival

### Vietnam
- Bo Ho Fest (Hanoï)

## Festivals internationaux ou itinérants et tournées

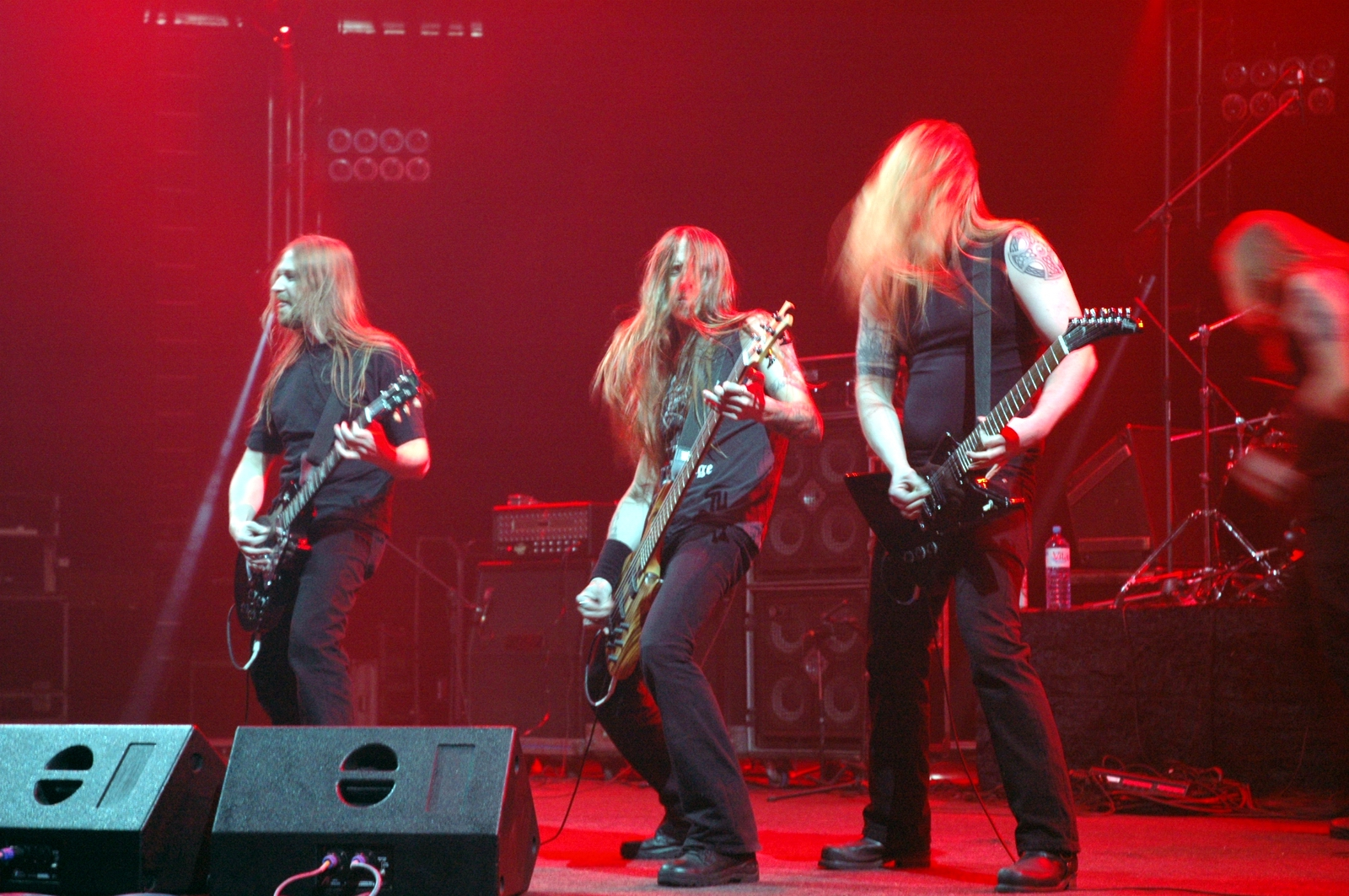
Amon Amarth au Metalmania 2005.

- Earthshaker Roadshock Tour
- Gigantour
- Heidenfest
- Metalmania
- Monsters of Rock
- No Mercy Festival
- Ozzfest
- Paganfest
- ProgPower (en)
- Sonisphere Festival (Europe)
- Taste of Chaos
- X-Mass Festival (en)